# بعثة الاتحاد الأوروبي للمساعدة الحدودية في رفح

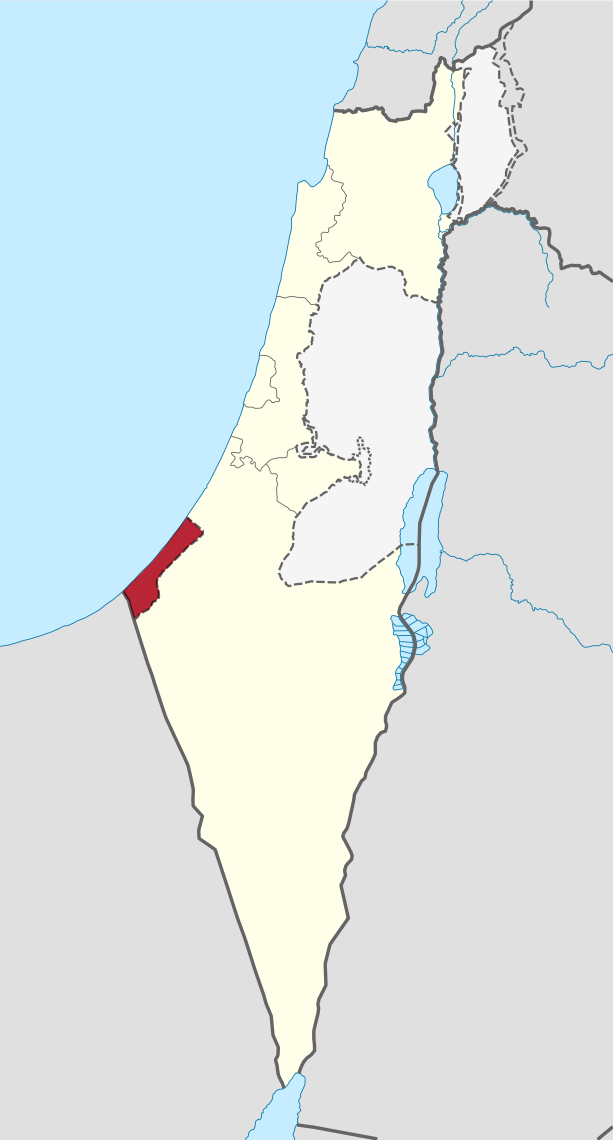

كانت بعثة الاتحاد الأوروبي للمساعدة الحدودية عند معبر رفح ثاني بعثة لإدارة الأزمات المدنية في الأراضي الفلسطينية، والأخرى هي بعثة شرطة الاتحاد الأوروبي لقطاع غزة (EU COPPS).
أطلقت البعثة في 24 تشرين الثاني / نوفمبر 2005 لرصد العمليات في معبر رفح الحدودي بين قطاع غزة ومصر، وفقا للمبادئ المتفق عليها لمعبر رفح في 15 تشرين الثاني / نوفمبر 2005، وهي جزء من اتفاق الحركة والعبور الذي أبرم من قبل إسرائيل والسلطة الفلسطينية. عندما تم نشر البعثة لأول مرة، كانت تتألف من حوالي 70 فردًا من بينهم فريق أمني خاص.
في 13 يونيو / حزيران 2007، عقب تولي حماس السلطة في قطاع غزة، أعلن رئيس بعثة الاتحاد الأوروبي للمساعدة الحدودية تعليقًا مؤقتًا للعمليات عند المعبر لأن السلطة الفلسطينية لم تتمكن من توفير الأمن لمراقبي الاتحاد الأوروبي. خلال الأشهر التسعة عشر عندما كان مراقبو الاتحاد الأوروبي موجودين في المحطة (أي من نهاية نوفمبر 2005 حتى يونيو 2007)، استخدم ما يقرب من 450.000 شخص المعبر، بمعدل 1500 شخص في اليوم.

## الخلفية السياسية
يعد معبر رفح الحدودي ذو أهمية حيوية لاقتصاد غزة ولصلاحية أي دولة فلسطينية مستقلة في المستقبل، لأنه المعبر الوحيد لقطاع غزة مع دولة أخرى غير إسرائيل. علاوة على ذلك، بعد انسحاب قوات الدفاع الإسرائيلية من قطاع غزة والإغلاق اللاحق لمعبر رفح الحدودي تم توطيد العلاقات التجارية مع مصر المجاورة. بالنظر إلى المخاوف الأمنية الإسرائيلية المتعلقة بتسليم السيطرة على الحزب الشيوعي الثوري إلى السلطة الفلسطينية (عمليات نقل الأسلحة المحتملة والعودة غير المقيدة للقادة المتطرفين والإرهابيين المنفيين)، فإن الهدف المعلن من الاتحاد الأوروبي للمساعدة الحدودية هو توفير وجود طرف ثالث في معبر رفح، من أجل التعاون لبناء المؤسسات في المفوضية الأوروبية، المساهمة في فتح معبر رفح، وبناء الثقة بين حكومة إسرائيل والسلطة الفلسطينية.
علاوة على ذلك، يتمثل الهدف السياسي الأوسع في دعم مبادرة خريطة الطريق للسلام من خلال بناء الثقة وزيادة القدرة الفلسطينية في جميع جوانب مراقبة الحدود. وستسهل الإدارة الفعالة للحدود حركة السلع والأشخاص داخل وخارج قطاع غزة، وبالتالي تحسين الأحوال المعيشية للفلسطينيين وتعزيز احتمالات بقاء الدولة الفلسطينية، مع المساهمة في أمن إسرائيل.

## التنظيم
الاتحاد الأوروبي للمساعدة الحدودية في رفح عبارة عن بعثة مدنية غير مسلحة تتألف بشكل رئيسي من ضباط الشرطة وشرطة الحدود والجمارك. وكان الهدف في الأصل هو أن تكون البعثة في قطاع غزة في مجمع تم بناؤه خصيصا بمعبر رفح، مع مقر البعثة في مدينة غزة. ومع ذلك، وبسبب الأمن يقع المقر حالياً في تل أبيب بإسرائيل، حيث كان يقع سابقاً في عسقلان، وللبعثة أيضا مكتب ميداني في مدينة غزة.
تم تخفيض عدد الموظفين إلى حد كبير. على الرغم من تعليق العمليات في معبر رفح في يونيو 2007. كما حافظ الاتحاد الأوروبي للمساعدة الحدودية على قدرته لإعادة الانتشار في معبر رفح. وتحتفظ البعثة بخبرتها في إدارة الحدود وعمليات الجمارك، ويتم الاتصال بها بانتظام لتبادل خبراتها مع أصحاب المصلحة الآخرين المشاركين في قضية الحدود والعبور. كما تقوم البعثة بالتنسيق مع الأطراف على أساس منتظم وعلى المستوى التشغيلي.

## المهام
تتمثل مهام الاتحاد الأوروبي للمساعدة الحدودية في رفح في:
1.الإشراف الفعال على أداء السلطة الفلسطينية والتحقق منها وتقييمها فيما يتعلق بتنفيذ إطار العمل والاتفاقات الأمنية والجمركية المبرمة بين الطرفين بشأن تشغيل محطة رفح؛
2.المساهمة، من خلال التوجيه، في بناء القدرات الفلسطينية في جميع جوانب إدارة الحدود في رفح.
3.المساهمة في الارتباط بين السلطات الفلسطينية والإسرائيلية والمصرية في جميع الجوانب المتعلقة بإدارة معبر رفح.

## تاريخ
حتى عام 2007، كان مراقبو الاتحاد الأوروبي للمساعدة الحدودية في رفح يستخدمون معبر كيرم شالوم الحدودي للوصول إلى معبر رفح الحدودي.
ترأست قيادة الاتحاد الأوروبي للمساعدة الحدودية مكتب اتصال في«كيريم شالوم» الذي حصل على تغذية فيديو في الوقت الحقيقي لتغذية الأنشطة في معبر رفح. كما سيستقبل المراقبون الإسرائيليون البث المباشر. واجتمع مكتب الاتصال بانتظام لاستعراض تنفيذ المبادئ المتفق عليها لمعبر رفح، ولحل أي نزاع يتعلق بالاتفاق، وأداء مهام أخرى محددة فيه.
في 13 يونيو 2007، بعد تولي حماس السلطة في قطاع غزة، أعلن رئيس بعثة الاتحاد الأوروبي للمساعدة الحدودية في رفح تعليقًا مؤقتًا للعمليات عند معبر رفح الحدودي.
في تشرين الأول / أكتوبر 2014، أطلق الاتحاد الأوروبي مشروعه للتأهب للسلطة الفلسطينية بهدف تعزيز قدراتها لإعادة الانتشار السريع لحزب التجمع الشيوعي وقدرتها على تشغيل معبر رفح في المستقبل.
في 1 يوليو 2015، تم تعيين «ناتاليا تشيا» على رأس بعثة الاتحاد الأوروبي للمساعدة الحدودية في رفح من قبل اللجنة السياسية والأمنية بالاتحاد الأوروبي. اعتبارا من عام 2015، كانت البعثة محدودة المأهولية. وقد أعرب مجلس الاتحاد الأوروبي عن استعداده لإعادة تنشيط بعثة الاتحاد الأوروبي، حالما تسمح الظروف السياسية والأمنية. اعتبارا من عام 2015، لم يطلب أي من أطراف اتفاق 2005 (السلطة الفلسطينية وإسرائيل) رسميا من الاتحاد الأوروبي إعادة تنشيط وإعادة نشر الاتحاد الأوروبي للمساعدة الحدودية في رفح.

## وصلات خارجية
- الموقع الرسمي